# سانسور

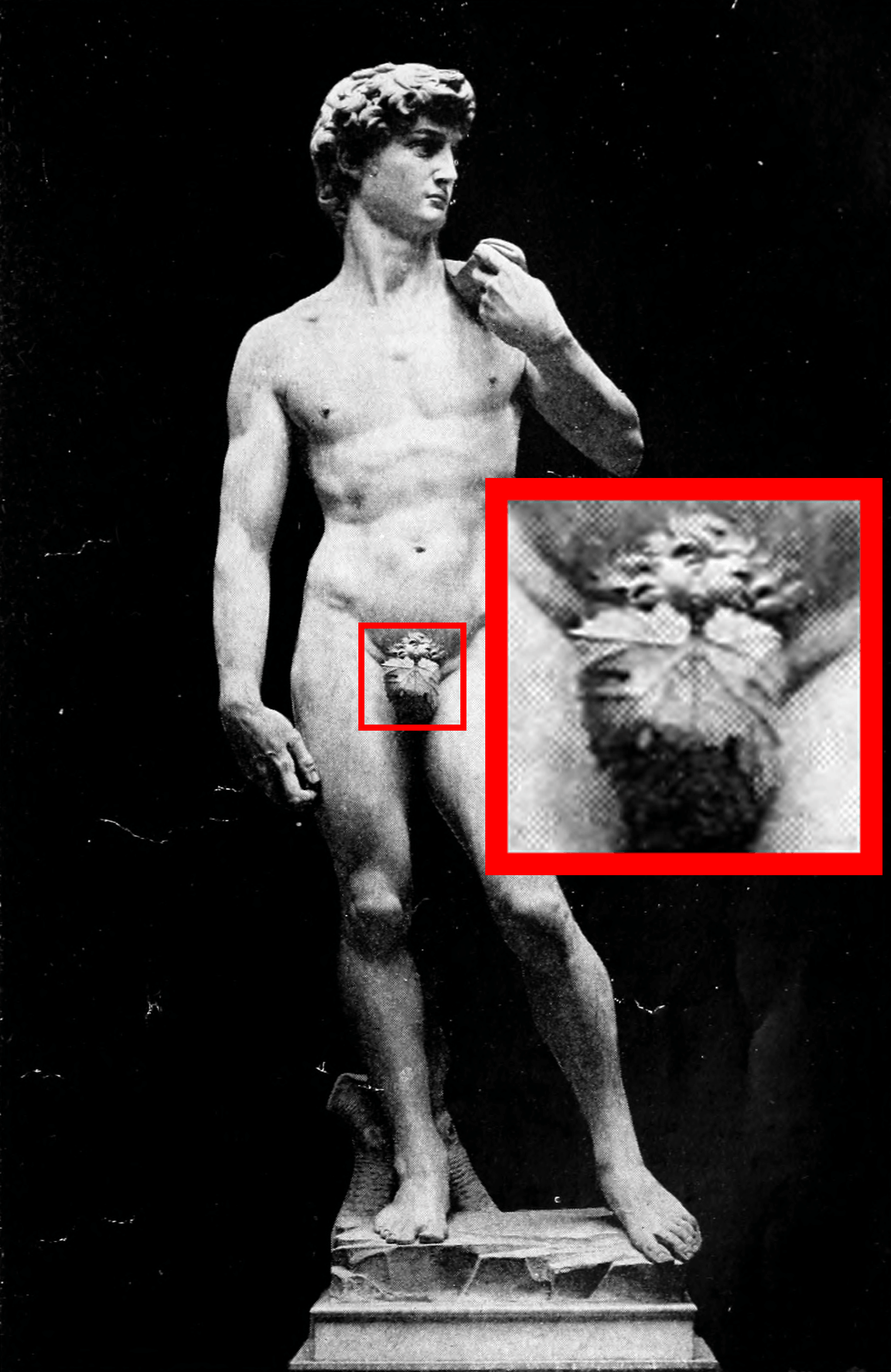
ریخته‌گری تندیس داوود در موزه ویکتوریا و آلبرت دارای یک برگ انجیر گچی جداشدنی است که در نزدیکی به نمایش گذاشته شده‌است. افسانه‌ای ادعا می‌کند که برگ انجیر در پاسخ به شوک ملکه ویکتوریا در نخستین مشاهده برهنگیِ مجسمه ایجاد شد و پیش از بازدیدهای سلطنتی با استفاده از دو قلاب روی این مجسمه آویزان شد.

سانسور (فرانسوی: censure‎) سرکوب گفتار، ارتباطات عمومی یا سایر اطلاعات است. این امر ممکن است بر این پایه انجام شود که چنین موادی ناشایسته، پرگزند، حساس یا «ناخوشایند» در نظر گرفته شود. سانسور می‌تواند توسط دولت‌ها، موسسات خصوصی و سایر نهادهای کنترل‌کننده انجام شود.
دولت‌ها و سازمان‌های خصوصی ممکن است درگیر سانسور شوند. گروه‌ها یا نهادهای دیگر ممکن است پیشنهاد و درخواست سانسور کنند. هنگامی که فردی مانند نویسنده یا خالق دیگری درگیر سانسور آثار یا گفتار خود می‌شود، به آن خودسانسوری گفته می‌شود. سانسور عمومی در انواع رسانه‌های مختلف از جمله گفتار، کتاب، موسیقی، فیلم و هنرهای دیگر، مطبوعات، رادیو، تلویزیون و اینترنت به دلایل ادعایی مختلفی از جمله امنیت ملی، برای کنترل وقاحت، پورنوگرافی و نفرت‌پراکنی، برای محافظت از کودکان یا سایر گروه‌های آسیب‌پذیر، برای ترویج‌دادن یا محدودکردن دیدگاه‌های سیاسی یا مذهبی، و برای جلوگیری از تهمت و افترا انجام می‌شود.
بسته به گونه، مکان و مضمون، سانسور مستقیم ممکن است قانونی باشد یا نباشد. بسیاری از کشورها حمایت‌های مستحکمی را در برابر سانسور به صورت قانونی ارائه می‌کنند، اما هیچ‌یک از این حمایت‌ها مطلق نیستند و اغلب ادعای ضرورت ایجاد تعادل بین حقوق متضاد می‌شود تا مشخص شود چه چیزی می‌تواند و چه چیزی نمی‌تواند سانسور شود. هیچ قانونی علیه خودسانسوری وجود ندارد.

## تاریخچه

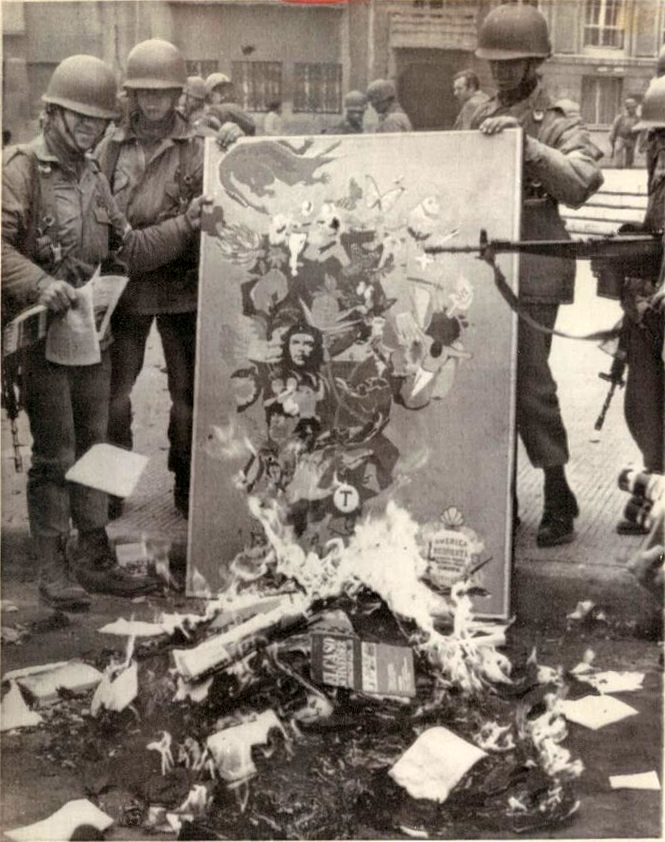
کتاب سوزی در شیلی پس از کودتای ۱۹۷۳ که رژیم پینوشه را سرنگون کرد.

در سال ۳۹۹ پیش از میلاد، فیلسوف یونانی، سقراط، در حالی که از تلاش‌های دولت آتن برای سانسور آموزه‌های فلسفی خود سرپیچی می‌کرد، به اتهامات جانبی مرتبط با فساد جوانان آتنی متهم و به اعدام با نوشیدن سمی به نام شوکران محکوم شد.
جزئیات محکومیت سقراط به شرح زیر توسط افلاطون ثبت شده‌است. در سال ۳۹۹ پیش از میلاد، سقراط محاکمه شد و متعاقباً به دلیل فساد ذهن جوانان آتن و بی‌تقوایی (عدم اعتقاد به خدایان دولت)، و به عنوان گناهکار شناخته شد و با نوشیدن مخلوط حاوی شوکران به اعدام محکوم می‌شود.
گفته می‌شود که افلاطون، شاگرد سقراط، در مقالهٔ خود دربارهٔ جمهور که مخالف وجود دموکراسی بود، از سانسور حمایت می‌کرد. در مقابلِ افلاطون، نمایشنامه‌نویس یونانی اوریپید (۴۸۰–۴۰۶ پیش از میلاد) از آزادی واقعی انسان‌های آزاد، از جمله حق صحبت آزادانه دفاع کرد. در سال ۱۷۶۶، سوئد اولین کشوری بود که سانسور را با قانون لغو کرد.

## اصطلاحات
اصطلاح سانسور از کلمه لاتین censere گرفته شده‌است. در روم سانسورچی دو وظیفه اصلی داشت، شمارش شهروندان و نظارت بر اخلاق ایشان، ریشه اصطلاح Census (سرشماری) نیز همین واژه است.
اولین بار اصطلاح whitewash به معنای شستشوی فکری در مقاله‌ای که در سال ۱۷۶۲ و با نام Evening Post در بوستون منتشر شد به کار رفت. در سال ۱۸۰۰ این کلمه در متون سیاسی رواج یافت و این درست در زمانی بود که یک سرمقاله با نام Aurora در فیلادلفیا اذعان داشت که اگر جان آدامز را به سرعت شستشوی مغزی ندهید، وی سرتاسر حزب دموکرات جمهوری‌خواه ایالات متحده آمریکا همانند زبانه‌های آتش دربرمی‌گیرد و شما را همچون دیواری کثیف به سیاهی شیطان جلوه می‌دهد.
اصطلاح پنهان‌کاری واژه‌ای است که در فضای سیاسی-تبلیغاتی به معنای ایجاد تغییر در اطلاعاتی است که ممکن است برداشت جامعه از آن‌ها نامناسب، جنجالی و متناقض باشد. سانسور در مقایسه با پنهان‌کاری معمولاً به مجموعه‌ای از استانداردهای مشخص و واضح اشاره دارد و نه مجموعه‌ای از استانداردهای مخفی و محرمانه. معمولاً در پدیده سانسور یک هویت مخفی و ناآشکار مانند یک شرکت، دسترسی به اطلاعات موجود در فضای حاکم را قانونمند می‌کند. سانسور دولتی ممکن است در هر رده‌ای درمیان دولت یا مردم شکل گیرد و بدین ترتیب از سانسور رسمی متمایز می‌شود.

## انواع سانسور
اغلب نطق‌های عمومی در مجمع‌های سازمان یافته مانند دادگاه یا جلسات شهرداری در رسانه‌هایی مانند روزنامه‌ها، مطبوعات، رادیو، تلویزیون یا اینترنت منتشر می‌شوند. در هر یک از موارد ذکر شده در ابتدا تعداد قلیلی از مردم از طریق وسایل ارتباط جمعی به متن اصلی دسترسی دارند. معمولاً درپدیده سانسور محدود کردن عقاید خاص در یک فضای خلاً صورت نمی‌گیرد بلکه تمایل آن است که جلوی پخش آنچه که ممکن است از رسانه‌های ارتباطی گفته شود، گرفته شود.
منطق سانسور در انواع مختلف داده‌ها متفاوت است. انواع اصلی آن عبارت‌اند از:

### سانسور اخلاقی
که در طی آن هر مطلب خلاف اخلاق حذف می‌شود. سانسورچی ارزش‌های پس زمینه متن را زیر سؤال برده و دسترسی به آن را محدود می‌کند. از نمونه‌های آن می‌توان به تصاویر مستهجن اشاره کرد.

### سانسور نظامی
فرایند نگهداری از اطلاعات نظامی و تاکتیک‌های نظامی است که می‌بایست به صورت محرمانه و دور از تیررس دشمن صورت پذیرد. از این روش در مبارزه با جاسوسی و در واقع افشای اطلاعات نظامی استفاده می‌شود همچنین سانسور نظامی می‌تواند موردی مانند ایجاد محدودیت در پخش اطلاعات در مورد عملیات‌های نظامی مانند جنگ عراق را در بر بگیرد؛ مثلاً در جنگ عراق دولت آمریکا عکس‌برداری و فیلم‌برداری از سربازان کشته شده و پخش آن در رسانه‌ها را محدود می‌کرد.

### سانسور شرکتی
نوعی از سانسور است که در طی آن شرکت‌ها از افشای اطلاعات مربوط به وضعیت اقتصادی و بازرگانی شرکت که آن را به صورت منفی جلوه می‌دهد خودداری می‌کنند. شرکت‌های خصوصی که در «تجارت» مطبوعات نقش دارند گاهی از افشای اطلاعات درآمد تبلیغاتی شان یا ارزش سهام شان دربازار بورس خودداری می‌کنند تا وجهه خود را خوب و مناسب جلوه دهند.

### سانسور سیاسی
«سانسور سیاسی» در واقع روشی است که طی آن حکومت، دولت یا هر یک از نهادهای قدرت، اطلاعات را از مردم مخفی می‌کند. هدف جلوگیری از ایجاد فضای آزادی بیانی است که ممکن است منجر به نارضایتی از حاکمیت یا شورش شود. دولت‌های مردم سالار معمولاً سانسور سیاسی را آشکارا ناپسند می‌دانند اما به صورت مخفیانه به درجاتی از آن دست می‌زنند. در بسیاری از سیستم‌های سیاسی هرگونه نارضایتی در مورد دولت به عنوان یک نقطه ضعف در نظر گرفته می‌شود که می‌تواند حربه‌ای را در اختیار دشمن قرار دهد. تاکتیک‌های مبارزه هم به صورت مخفی هستند: به رسوایی واترگیت رجوع کنید.

#### اسرار دولتی و توجه ناخواسته به برخی مسایل
در دوران جنگ سانسور به صورت آشکارا با هدف جلوگیری از افشای اطلاعات مهم و دسترسی دشمن به آن انجام می‌گیرد. نمونه اش را در جنگ جهانی شاهد بوده‌ایم. معمولاً سانسور مخفی نگاه داشتن زمان و مکان عملیات‌ها و تأخیر در افشای اطلاعات مهم (مانند هدف کاری) را شامل می‌شود و این کار تا زمانی ادامه می‌یابد که این اطلاعات حائز اهمیت دانسته شوند.در اینجا ارزش‌های اخلاقی نمود دیگری دارندچرا که افشای اطلاعات نظامی می‌تواند ضررها و آسیب‌های فراوان از جمله خسارت جانی را بر نیروهای خودی تحمیل کند و حتی باعث شکست در میدان نبرد شود. در طی جنگ جهانی اول، نامه‌هایی که توسط سربازان انگلیسی نوشته می‌شد سانسور می‌شد. تعدادی فرد نظامی این نامه‌ها را می‌خواندند وبا یک ماژیک مشکی روی مطالبی که می‌توانست باعث افشای اسرار نظامی شود خط می‌کشیدند در جنگ جهانی دوم عبارت دهن لقی کشتی‌ها را غرق می‌کند به عنوان توجیهی برای عمل سانسور به کار می‌رفت و از افراد درخواست می‌شد تا مراقب باشند تا اطلاعات با ارزش فاش نشوند.
یکی از سیاست‌های سانسورگرایی که در زمان استالین و در شوروی سابق حاکم بود ایجاد تغییر در تصاویر افرادی بود که توسط استالین به اعدام محکوم شده بودند. اگر چه تصاویر اصلی در محلی مخفی نگهداری می‌شدند اما این تغییر عمدی تاریخ در اذهان مردم یکی از روش‌های اصلی مکتب استالین و مکتب تمامیت‌خواه آن زمان بود. همچنین در سال‌های اخیر جلوگیری از ورود کارمندان تلویزیون‌ها به محل‌هایی که از آنجا کاروان تابوت‌های نظامیان عبور می‌کند از مصادیق سانسور است، اگر چه این سانسور تا حد زیادی ناکام مانده و تصاویر متعددی از تابوت‌ها در روزنامه‌ها و مجلات به چاپ رسیده‌است.

### سانسور مذهبی
سانسور مذهبی نوعی سانسور است که در آن آزادی بیان با استفاده از مرجعیت مذهبی یا بر پایهٔ آموزه‌های دینی کنترل یا محدود می‌شود. این شکل از سانسور سابقه طولانی دارد و در بسیاری از جوامع و ادیان بسیاری انجام می‌شود. به عنوان مثال می‌توان به محکومیت گالیلئو گالیله توسط تفتیش عقاید، فهرست کتاب‌های ممنوعه (Index Librorum Prohibitorum) و محکومیت رمان آیات شیطانی از سلمان رشدی توسط سید روح‌الله خمینی، رهبر ایران اشاره کرد. تصاویر محمد پیامبر اسلام نیز مرتباً سانسور می‌شود. در برخی از کشورهای سکولار، گاهی این کار برای جلوگیری از آسیب‌رساندن به احساسات مذهبی انجام می‌شود.

## کتب درسی

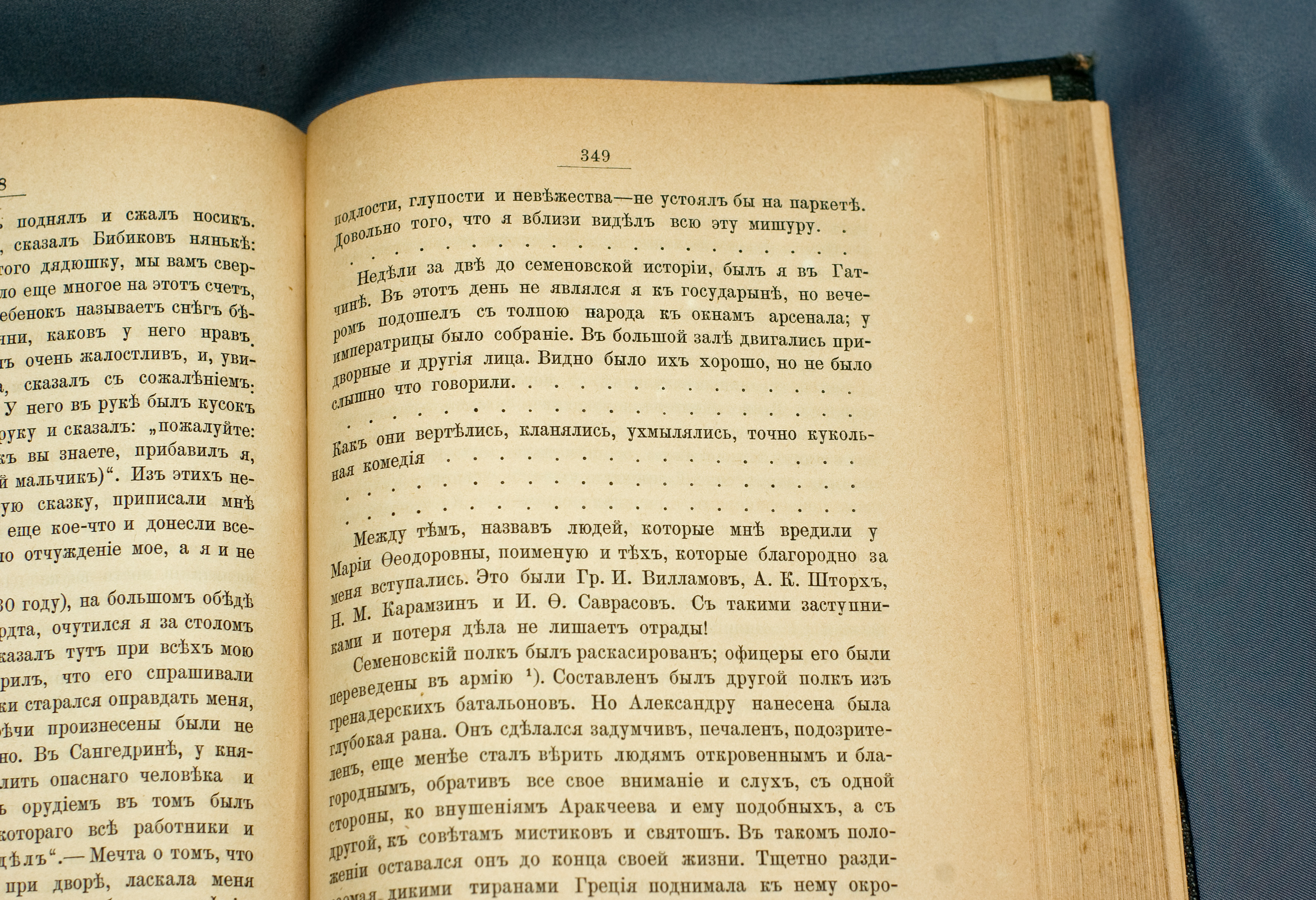
سانسور تاریخی روسیه؛ کتاب یادداشت‌های زندگی من اثر نیکلای گرچ ، منتشر شده در سن پترزبورگ ۱۸۸۶. متن سانسورشده با نقطه جایگزین شد.

محتوای کتب درسی همواره یکی از بحث‌های جنجال‌برانگیز بوده‌است چرا که مخاطب آن افراد کم سن و سالی هستند و اصطلاح شستشوی مغزی در این کتب کماکان به حذف مغرضانه مطالب غیر دلخواه اشاره دارد. گزارش‌های مربوط به جنایات نظامی در طول تاریخ و تاریخ سیاسی همواره چالش‌برانگیز بوده‌اند، مانند کشتار نانکینگ، هولوکاست (یا رد هولوکاست) و بازجویی سرباز زمستانی در جنگ ویتنام. معمولاً جوامع مختلف اشتباهات و سوء تدبیرهای خود را به صورتی ملی گرایانه و با حس وطن‌پرستی جلوه می‌دهند.
همچنین برخی از گروه‌های مذهبی در برهه‌هایی از تاریخ تلاش کرده‌اند تا تدریس فرگشت را در مدارس ممنوع کنند چرا که این نظریه در تقابل با عقاید مذهبی شان است. تدریس مسایل جنسی و زناشویی در مدارس و ارائه مطالبی در مورد رابطه جنسی سالم، کنترل زاد و ولد و روش‌های جلوگیری از باروری از حوزه‌های دیگری هستند که سانسور در مورد آن‌ها رخ می‌دهد.
در مدارس راهنمایی نحوه ارائه حقایق تاریخی نقش بسیار مؤثری در شخصیت افراد ایفا می‌کند. به علت نامناسب دانستن این مفاهیم برای نسل جوان عده‌ای دست به سانسور این نوع از اطلاعات می‌زنند. استفاده از کلمه نامناسب کمی بحث‌برانگیز است و می‌تواند ما را در یک سراشیبی تند قراردهد و پدیده سانسور را گسترده‌تر و سیاسی کند.

## پیاده‌سازی

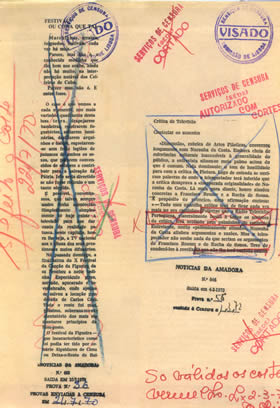
نسخه ای از روزنامه "Noticias da Amadora" مورخ 21 ژوئیه 1970 با اصلاحات اعمال شده توسط کمیسیون سانسور لیسبون روبرو شده است.

پدیده سانسور در میان بسیاری از متفکران غرب جلوه‌ای از دیکتاتوری و دیگر نظام‌های سیاسی تمامیت‌خواه است. نظام‌های مردم سالار به خصوص در میان دولت‌های غربی و مفسران دانشگاهی و مطبوعاتی به صورت نظام‌هایی در نظر گرفته می‌شوند که درآن‌ها پدیده سانسور کمتر سازماندهی شده و مسئله مهم در این جوامع مسئله آزادی بیان است. اتحاد جماهیر شوروی سابق برنامه‌های سانسور دولتی را به صورت وسیعی اجرا می‌کرد. مرکز اصلی فرماندهی حفاظت از اسرار نظامی و دولتی با نام گلاویلت مرکز اصلی سانسور دولتی در شوروی سابق بود گلاویلت حتی بر برچسب‌های مشروب و ودکا نظارت داشت پرسنل این مرکز سانسور درهمه دفاتر روزنامه‌ها و انتشارات اتحاد جماهیر شوروی حاضر می‌شدند و ۷۰۰۰ سانسور چی وظیفه نظارت بر اطلاعات قبل از چاپشان را بر عهده داشتند. هیچ رسانه جمعی نتوانست از زیردست کنترل‌های گلاویت رهایی یابد همه شبکه‌های رادیویی و تلویزیونی موظف بودن تعدادی از پرسنل گلاویت را در شورای سردبیری خود استخدام کنند.
عده‌ای از متفکران سانسور را مصداقی از سرکوب دیدگاه‌ها یا بهره‌برداری از تبلیغات منفی، دخالت در کار رسانه‌ها و روابط اجتماعی یا ارائه اطلاعات نادرست یا حتی ایجاد مراکز آزادی بیان می‌دانند. درهریک از این روش‌ها اطلاعات مطلوب با سیاست جلوگیری از کسب مخاطب توسط عقاید مختلف و تشکیل جلسات بحث آزاد و دادن میدان به عقاید به حاشیه رانده شده به افراد جامعه تحمیل می‌شود.
گاهی اطلاعات خاص و منحصربه‌فرد که عده خاصی از آن باخبر هستند دریک فضای شبه سانسور نگهداری شده و به عنوان عقاید براندازانه یا نامناسب با آن‌ها برخورد می‌شود. میشل فوکو در سال ۱۹۷۸ متن اخلاق جنسی و قانون را منتشر کرد که اولین بار در La loi de la pudeur با ترجمه تحت‌اللفظی: قانون پاکی و درستی که در طی آن تجاوز جنسی غیرقانونی و قوانین مربوط به سن فرد برای برقراری رابطه جنسی رضایت داشت رابطه مذهبی را جرم ندانست.
جلوگیری از دسترسی افراد به ابزارهای اشاعه عقاید هم نوعی سانسور محسوب می‌شود این سیاست‌ها معمولاً توسط ارگان‌های دولتی مانند کمیسیون ارتباطات فدرال در ایالات متحده و کمیسیون ارتباطات راه دور رادیو – تلویزیون کانادا (CRTC) در کانادا اعمال می‌شوند. حتی روزنامه‌هایی که از چاپ مطالبی که ناشر با آن‌ها موافق است خودداری می‌کنند، مسئولان سانسورهای سخنرانی که سالن‌ها را به افراد خاصی اجاره نمی‌دهند؛ و افرادی که از حمایت مالی چنین سخنرانی‌هایی خودداری می‌ورزند از عاملان این سیاست‌ها هستند. حذف صداهای خاص در فضای جامعه هم نوعی سانسور محسوب می‌شود. حذف این افکار ناشی از عدم موفقیت رسانه‌های جمعی در برقراری تماس با متهمان است (و بنابراین این رسانه‌ها برای انعکاس اخبار تنها از منابع دولتی کمک می‌گیرند) سانسور باعث شده‌است که مرز بین اخبار واقعی و تفسیرهای آن مبهم و نامشخص شود و حتی رسانه‌ها مفسرانی را به خدمت بگیرند که دارای تمایلات جزئی خاص هستند مانند نانسی گریس، مقام دولتی سابق ایالات متحده آمریکا که در برنامه‌هایی با عنوان اخبار واقعی حضور داشت اما در واقع به تفسیر مطالب می‌پرداخت.
توجه رسانه‌ها به عدم انعکاس اخبار بحث‌برانگیز و مورد توجه بخشی از قشرها جامعه مانند جلوگیری از پخش اخبار دقیق مرگ و میرهای دسته جمعی در میان افراد جامعه‌ای که مورد حمله قرار گرفته‌است یا در حال جنگ است نوعی سانسور محسوب می‌شود. ارائه اخبار پرزرق و برق در مورد محصولات یا خدمات مورد توجه رسانه خبری، مانند پخش اخبار در مورد مقایسه قیمت انواع ماشین یا سفرهای تفریحی به جای پخش اخبار در مورد هنر، صنایع دستی و باغبانی در واقع نوعی سانسور اطلاعات در جهت زیبا جلوه دادن برخی از امور است.
خود سانسوری، معمولاً قوانین فرهنگی وتجاری حاکم بر یک فضا و نه یک قدرت سانسورچی این نوع سانسور را تحمیل می‌کند. وقتی یک رسانه تصمیم می‌گیرد که در جهت منافع خود اطلاعات را دچار تحریف کند و دیدگاهی یکطرفه را ارائه کند به خود سانسوری دست زده‌است.
مثلاً دیدگاه‌های احساسی و بدون پایه و اساس علمی در مورد انرژی هسته‌ای، مهندسی ژنتیک و داروهای شفابخش نوعی سانسوری است همچنین وقتی سیاست‌مداران یا اصحاب فرهنگ جامعه از رسانه‌ها انتظار دارند که مسایل اخلاقی را در نظر بگیرند برای مثال کاریکاتورهای پیامبر اسلام را چاپ نکنند.

## منع و اجازه
از زمان اختراع صنعت چاپ، توزیع بروشورهای محدود محصولات مختلف به عنوان یک راهکار برای مقابله با منابع ضروری قدرتمند مطرح شد با استفاده از شبکه‌های اطلاعاتی گسترده، سیستم‌های ذخیره اطلاعات و سیستم‌های به اشتراک‌گذاری فایل نقطه به نقطه غیر متمرکز مانند فری نت بر برخی از انواع سانسور غلبه کرده‌ایم. در پدیده‌ای جدید تر که نوعی پدیده ضد سانسور است فرد مستقیماً با افراد جامعه صحبت می‌کند و عقاید فرهنگی خود را برای آن‌ها بیان می‌کند. افراد مختلف از روش‌های برقراری ارتباط جمعی استفاده می‌کنند تا از تحریف اصطلاحات توسط رسانه‌های ارتباط جمعی قدرتمند جلوگیری کنند.
در طول تاریخ اعتصاب و تظاهرات دسته جمعی به عنوان یک روش در مقابله با تحمیل‌های ناخواسته مطرح بوده‌است اگر چه امروزه با استفاده از سیستم‌های آمپلی فایر می‌توان به راحتی کنترل سخنرانی درمیان یک جمعیت را دردست گرفت. تکنولوژی تقویت صوت باعث شده‌است که عده‌ای فکر کنند همه افرادی که دریک اجتماع یا تظاهرات حضور دارند با مطالبی که از تریبون پخش می‌شود موافق هستند و حال آنکه در واقعیت ممکن است اجتماع حاضر تنها با بخشی از آنچه اعلام می‌شود همسو باشد به هر حال اعلام نظر جمع از طریق رسانه‌ها و شبکه‌های ارتباطی براساس آنچه در پشت تریبون گفته شده‌است نوعی سانسور نظرات تک تک افراد حاضر در آن جمع است.
جالب تر آنکه سانسور ادبیات جنسی در ایالات متحده همواره به صورت ارائه تلفظ‌های غیر آمریکایی صورت نمی‌گیرد؛ مثلاً به جای “shit” ممکن است ازنسخه زبان‌های اسکاتلندی یا انگلیسی بریتانیایی یعنی “Shite” یا به جای “Fuck” از “fook” استفاده شود. (توجه: در اوایل سال ۲۰۰۴ این مطلب در تلویزیون FCC اعلام شد قبل از آنکه این شبکه متحمل جرایم اعلام شده شود)
امروزه سانسور به شکل محدود کردن دسترسی مناسب به اطلاعات عمومی بر اساس روش‌های بهینه تر از اطلاعات الکترونیکی توسط موسسات قانون‌گذار. درحالی‌که حق دسترسی و پخش گزارش‌های مبتنی بر اطلاعات عمومی به موسساتی محدود می‌شود که می‌توانند اسناد کاغذی را اسکن کرده و سپس بخوانند. هزینه خرید کاغذ و دیگر لوازم مورد نیاز برای انعکاس اطلاعات در مقایسه با هزینه کپی کردن بسیار زیاد بوده و همین امر در قانون مند کردن اشاعه اخبار در مورد دولت‌ها نقش زیادی دارد در دنیای شبکه‌های الکترونیکی گسترده و دنیای الگوریتم‌های امنیتی پیشرفته که دسترسی به چنین شبکه‌هایی را قانونمند می‌کنند و با توجه به هزینه پایین بازنمایی تصاویر، تحمیل هزینه‌های گزاف بر صنعت نشر که در انعکاس اخبار به صورت محدود نقش عمده‌ای دارد با قوانین مالیات نشری که در آمریکا اعمال می‌شود اما در قرن ۱۷ از قوانین آمریکا حذف شد برابری می‌کند. حتی ارتباطات شبکه‌ای کاملاً باز می‌تواند مامنی برای سانسور باشد چنین شبکه‌هایی بر اساس تکنولوژی‌هایی کار می‌کنند که درمیان همه افراد جامعه به صورت مساوی توزیع نشده‌است افرادی که منابع کافی برای دسترسی به چنین شبکه‌هایی را در اختیار دارند و حتی ممکن است برای خیلی از افراد ناشناخته باشند از این قدرت دسترسی خود برای تولید اطلاعات استفاده می‌کنند و این اطلاعات را که قبلاً توسط افرادی که کاربر شبکه نبودند تولید می‌شد را براساس نظر افراد قدرتمند تهیه می‌کند.

## بر پایهٔ کشور
سانسور بر پایهٔ کشور اطلاعات مربوط به سانسور، سانسور اینترنت، آزادی مطبوعات، آزادی بیان و حقوق بشر را بر پایهٔ کشور جمع‌آوری می‌کند و آن را در جدولی قابل مرتب‌سازی به همراه پیوندهایی به مقالات با اطلاعات بیشتر ارائه می‌دهد. علاوه بر کشورها، جدول شامل اطلاعات کشورهای سابق، کشورهای مورد مناقشه، واحدهای فرعی سیاسی در داخل کشورها و سازمان‌های منطقه‌ای است.

### اتحاد جماهیر شوروی
روزنامه‌نگاری مستقل در اتحاد جماهیر شوروی وجود نداشت تا زمانی که میخائیل گورباچف رهبر آن شد. تمام گزارش‌ها توسط حزب کمونیست یا سازمان‌های مرتبط هدایت می‌شد. پراودا، روزنامه غالب در اتحاد جماهیر شوروی، انحصار داشت. روزنامه‌های خارجی تنها در صورتی در دسترس بودند که توسط احزاب کمونیستی طرفدار اتحاد جماهیر شوروی منتشر می‌شدند.

### اروگوئه
در سال ۱۹۷۳، یک کودتای نظامی قدرت را در اروگوئه به دست گرفت و دولت سانسور را اعمال کرد. برای مثال، نویسنده ادواردو گالیانو زندانی شد و بعداً مجبور فرار شد. کتاب رگ‌های باز آمریکای لاتین او نه تنها در اروگوئه، بلکه در شیلی و آرژانتین توسط دولت نظامی دست‌راستی ممنوع شد.

### ایالات متحده
در ایالات متحده، سانسور از طریق کتاب‌ها، جشنواره‌های فیلم، سیاست و مدارس دولتی انجام می‌شود. علاوه بر این، منتقدان اصلاحات مالی مبارزات انتخاباتی در ایالات متحده اظهار دارند که این اصلاحات محدودیت‌های گسترده‌ای را بر سخنرانی سیاسی اعمال می‌کند.

### ایران
ایران در سال ۲۰۲۰ در ردهٔ کشورهایی قرار گرفت که شدیدترین نوع سانسور را تحمیل می‌کنند. گزارشگران بدون مرز، در فهرست جهانی آزادی مطبوعات از بین ۱۸۰ کشور، به ایران رتبه ۱۷۳ اختصاص دادند. گزارشگران بدون مرز ایران را به عنوان «یکی از پنج زندان بزرگ جهان برای پرسنل رسانه‌ها» در ۴۰ سال پس از انقلاب توصیف کرده‌اند. در شاخص خانه آزادی، ایران در زمینهٔ حقوق سیاسی و آزادی‌های مدنی امتیاز پایینی کسب کرده و به عنوان «غیرآزاد» طبقه‌بندی شده‌است.
ایران قوانین سختگیرانه‌ای در مورد سانسور اینترنت دارد. دولت ایران و سپاه پاسداران انقلاب اسلامی مدام رسانه‌های اجتماعی مانند فیس‌بوک و توییتر و همچنین بسیاری از وب‌سایت‌های معروف مانند بلاگر، اچ‌بی‌او، یوتیوب و نتفلیکس را مسدود می‌کنند. علیرغم ممنوعیت سراسری، برخی از سیاستمداران ایرانی از شبکه‌های اجتماعی برای برقراری ارتباط با دنبال کنندگان خود از جمله توییتر و فیس‌بوک استفاده می‌کنند.
سانسور اینترنت در ایران و «اینترنت ملی» مشابه دیوار آتش بزرگ چین عمل می‌کند. شبکه ملی اطلاعات با نظارتی دقیق‌تر در جریان اعتراضات ۲۰۱۹ ایران رونمایی شد. این محدودیت‌ها ارسال یا مشاهده ویدئوهای ناآرامی در ایران در شبکه‌های اجتماعی را دشوارتر کرد.
پس از مسدود شدن یوتیوب در ایران، وب‌سایت آپارات به عنوان یک پلتفرم اشتراک‌گذاری ویدیوی ایرانی تأسیس شد. مدیرعامل آپارات در سال ۲۰۲۰ به دلیل فعالیت یکی از کاربران این پلتفرم به ۱۰ سال زندان محکوم شد. میلیون‌ها ایرانی علی‌رغم محدودیت‌های دولت با استفاده از پراکسی‌ها یا شبکه‌های خصوصی مجازی (VPN) که مکان کاربر را پنهان می‌کنند، همچنان در شبکه‌های اجتماعی در ارتباط هستند.
در ۱۷ نوامبر ۲۰۱۹، در پاسخ به اعتراضات سوخت، کشور تقریباً تمام دسترسی به اینترنت را قطع کرد. این امر باعث کاهش ترافیک اینترنت تا ۵ درصد از سطح عادی شد.

### بلوک شرق

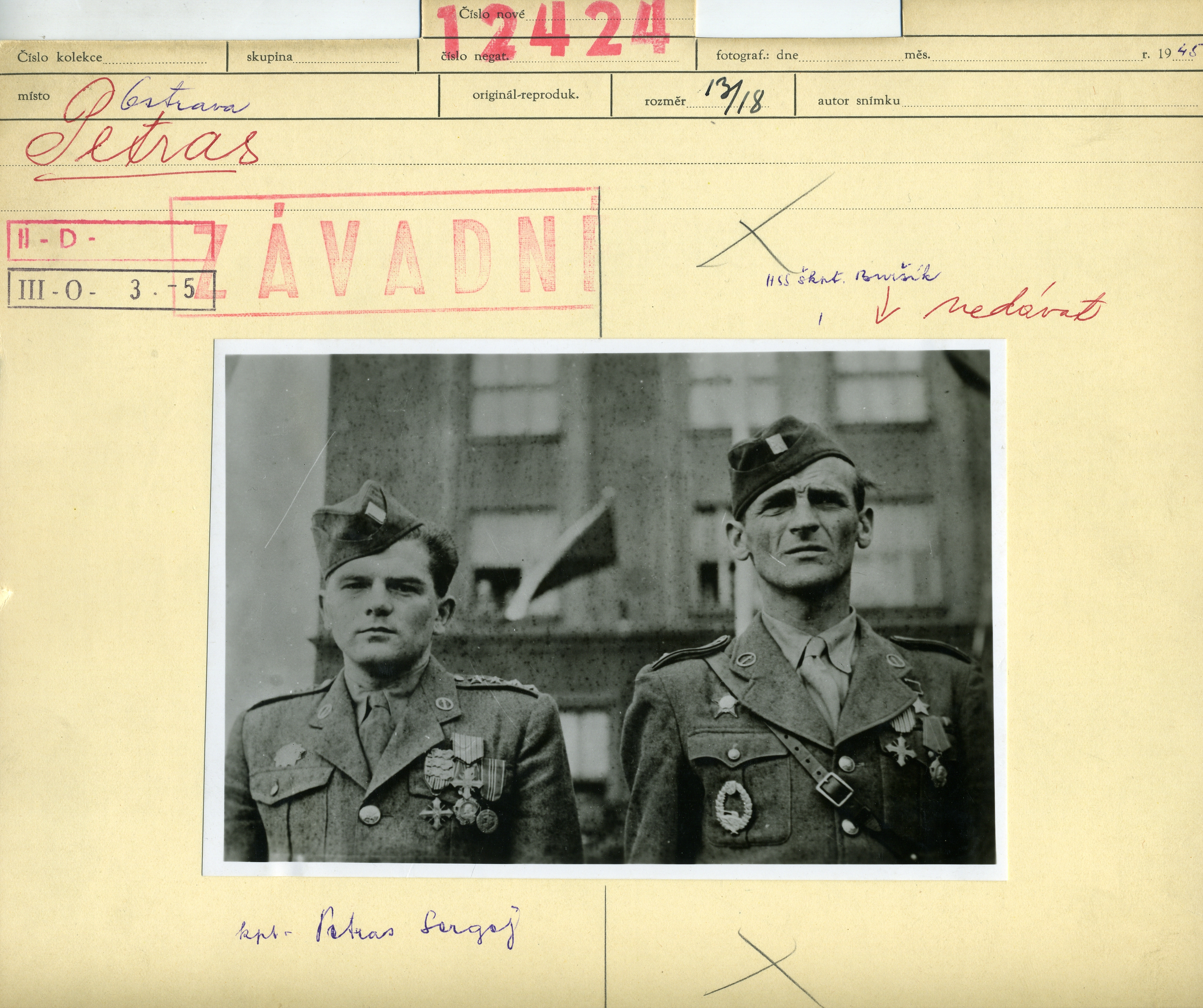
عکس کاپیتان سرگژ پتراس و سروان جوزف بورشیک از سال ۱۹۴۵. بورشیک به شدت مخالف تهاجم در سال ۱۹۶۸ به چکسلواکی بود، بنابراین تنها به نیمهٔ سمت چپ تصویر اجازه انتشار داده شد و بورشیک حذف شد.

سانسور شدیدی در بلوک شرق وجود داشت. در سرتاسر بلوک، وزارتخانه‌های مختلف فرهنگ، نویسندگان خود را تحت کنترل داشتند. محصولات فرهنگی در آنجا منعکس‌کننده نیازهای تبلیغاتی دولت بود. سانسورچی‌های مورد تأیید حزب در سال‌های اولیه کنترل شدیدی داشتند. در دوره استالینیسم، حتی پیش‌بینی‌های آب‌وهوا تغییر می‌کردند، اگر پیشنهاد می‌شد که ممکن است خورشید در اول ماه مه نتابد. در زمان نیکلای چائوشسکو در رومانی، گزارش‌های آب‌وهوا به‌گونه‌ای تنظیم می‌شد که دمای هوا از سطوحی که توقف کار را دیکته می‌کرد، بالاتر یا پایین‌تر نمی‌آمد.
در اختیار داشتن و استفاده از دستگاه‌های فتوکپی به منظور جلوگیری از تولید و توزیع سامیزدات، کتاب‌ها و مجلات غیرقانونی خودنشر به شدت کنترل می‌شد. داشتن حتی یک نسخه خطی سامیزدات مانند کتابی از آندری سینیاوسکی جنایتی جدی بود که ممکن بود مستلزم ملاقات کاگ‌ب باشد. یکی دیگر از راه‌های انتشار آثاری که مورد پسند مقامات قرار نگرفت، انتشار در خارج از کشور بود.

### ترکیه
دسترسی آنلاین به تمام نسخه‌های زبان ویکی‌پدیا در ۲۹ آوریل ۲۰۱۷ توسط دولت اردوغان در ترکیه مسدود شد.

### چین
جمهوری خلق چین از مکانیسم‌های پیچیده سانسور، که به عنوان پروژه سپر طلایی نامیده می‌شود، برای نظارت بر اینترنت استفاده می‌کند. موتورهای جستجوی معروف مانند بایدو نیز نتایج جستجوی حساس سیاسی را حذف می‌کنند.

### سنگاپور
در جمهوری سنگاپور، بخش ۳۳ قانون فیلم در اصل ساخت، توزیع و نمایش «فیلم‌های سیاسی حزبی» را با جریمه بیش از ۱۰۰٫۰۰۰ دلار یا حبس برای مدت حداکثر ۲ سال ممنوع کرد. این قانون همچنین «فیلم سیاسی حزبی» را به عنوان هر فیلم یا ویدیو تعریف می‌کند
(الف) تبلیغی باشد که توسط یا از طرف هر حزب سیاسی در سنگاپور یا هر ارگانی که اهداف آن کاملاً یا عمدتاً به سیاست در سنگاپور مربوط می‌شود، یا هر شاخه‌ای از آن حزب یا نهاد، ایجاد می‌شود؛ یا
(ب) توسط هر شخص ساخته‌شده و به سمت هر هدف سیاسی در سنگاپور هدایت شود.
با اینحال استثنایی وجود دارد اگر فیلم‌های سیاسی در مورد احزاب سیاسی سایر ملل ساخته شده باشند. از اینرو فیلم‌هایی مانند مستند فارنهایت ۹/۱۱ ساخته مایکل مور در سال ۲۰۰۴ بدون توجه به قانون مجاز به نمایش هستند.
از مارس ۲۰۰۹، قانون فیلم اصلاح شد تا فیلم‌های سیاسی حزبی را تا زمانی که توسط کمیته مشورتی واقعی و عینی تشخیص داده شود، مجاز می‌داند. چند ماه بعد، این کمیته ممنوعیت شورش سنگاپور را لغو کرد.

### صربستان
به گفته کریستین میهر، مدیر اجرایی گزارشگران بدون مرز، «سانسور در صربستان نه مستقیم است و نه شفاف، اما به راحتی قابل اثبات است». به گفته میهر، نمونه‌های متعددی از سانسور و خودسانسوری در صربستان وجود دارد او همچنین گفت که نخست‌وزیر صربستان، الکساندر ووچیچ ثابت کرده‌است که «نسبت به انتقاد، حتی در مورد سؤالات مهم بسیار حساس است»؛ ناتالیا میلتیچ، خبرنگار رادیو دویچه وله نیز همین احساس را داشت، زمانی که از او در برلین در مورد وضعیت رسانه‌ها در صربستان و در مورد ادعاهایی مبنی بر اینکه برخی از وزرای دولت صربستان به سرقت ادبی متهم هستند، پرسید بعداً تهدید و مقالات توهین‌آمیزی در مطبوعات صربستان دریافت کردند،
چندین رسانه خبری ووچیچ را به تمایلات ضد دموکراتیک متهم کرده‌اند. انجمن‌های روزنامه‌نگاران در ژوئیه ۲۰۱۴ نگران آزادی رسانه‌ها در صربستان بودند که در آن ووچیچ مورد انتقاد قرار گرفت.
در سپتامبر ۲۰۱۵، پنج تن از اعضای کنگره ایالات متحده (ادی برنیس جانسون، کارلوس کوربلو، اسکات پری، آدام کیزینگر، و زوئی لوفگرن) به جوزف بایدن، معاون رئیس‌جمهور ایالات متحده اطلاع دادند که برادر الکساندر، آندری ووچیچ، رهبری گروهی را بر عهده دارد که مسئول وخامت آزادی رسانه‌ها در صربستان است.

### عراق
عراق در دوران بعثی صدام حسین تقریباً همان تکنیک‌های سانسور مطبوعاتی را داشت که رومانی در زمان نیکولای چائوشسکو انجام داد، اما با خشونت بالقوه‌تر.

### فرانسه
در بحبوحه کاهش فروش خودرو در سال ۲۰۲۰، فرانسه تبلیغات تلویزیونی یک شرکت هلندی دوچرخه سواری را ممنوع کرد و گفت که این تبلیغ «به‌طور غیرمنصفانه صنعت خودرو را بی‌اعتبار می‌کند».

### کانادا
در کانادا بسیار اندک به‌طور رسمی سانسور می‌شود، به غیر از «وقاحت» (طوری که در پرونده جنایی برجستهٔ آر در برابر باتلر تعریف شده‌است) که عموماً به پورنوگرافی و پورنوگرافی کودکان محدود است که رابطهٔ بدون توافق یا خشونت جنسی و تحقیر را به تصویر بکشد و/یا از آن حمایت کند. یا همچنین از دست‌دادن صفات انسانی، به ویژه چیزی که باعث آسیب می‌شود (مانند آر در برابر لابی). اکثر فیلم‌ها توسط اداره رده‌بندی فیلم بریتیش کلمبیا تحت یک شرکت دولتی غیرانتفاعی به نام کانسومر پروتکشن بی‌سی (حمایت از مصرف‌کننده‌ها)، که طبقه‌بندی‌های آن به‌طور رسمی توسط استان‌های بریتیش کلمبیا، ساسکاچوان، انتاریو و منیتوبا استفاده می‌شود، طبقه‌بندی می‌شوند.

### کوبا
رسانه‌های کوبا پیشتر تحت نظارت بخش جهت‌گیری انقلابی حزب کمونیست کوبا، که «استراتژی‌های تبلیغاتی را توسعه و هماهنگ می‌کند» کار می‌کردند. اتصال به اینترنت در این کشور محدود و سانسور شده‌است.

### مالزی
بر اساس بند ۴۸(۳) و (۴) مصوبه اداره دینی اسلامی پنانگ در سال ۲۰۰۴، غیر مسلمانان در مالزی به دلیل استفاده از کلمات زیر یا نوشتن یا انتشار آنها به هر شکل، نسخه یا ترجمه به هر زبانی یا برای استفاده در هر گونه مطالب تبلیغاتی به هر نوعی، مجازات می‌شوند. «الله»، «فرمان الله»، «علما»، «حدیث»، «عبادت»، «کعبه»، «قاضی»، «الهی»، «وحی»، «مبالغ» «سیاریه»، «قبلت»، «حاجی»، «مفتی»، «رسول»، «ایمان»، «تقوی»، «ولی»، «فتوا»، «امام»، «نبی»، «شیخ»، «خطبه»، «تبلیغ»، «آخرت»، «اذان»، «القرآن»، «عص‌السنة»، «اولیاء»، «کرامه»، «خدای کاذب قمری»، «سیاحاده»، «بیت الله»، «مصلی»، «زکات فطره»، «حج»، «تقوی» و «سلح».

### هند
قانون اساسی هند آزادی بیان را تضمین می‌کند، اما با توجه به سابقه تنش‌های جمعی در این کشور، محدودیت‌های خاصی را برای محتوا، با توجه به حفظ هماهنگی اجتماعی و مذهبی در نظر گرفته‌است. بر اساس قوانین فناوری اطلاعات ۲۰۱۱، محتوای قابل اعتراض شامل هر چیزی است که «یکپارچگی، همبستگی، دفاع، امنیت یا حاکمیت هند، روابط دوستانه با کشورهای خارجی یا نظم عمومی را تهدید کند».

## سانسور رسانه‌ها
- فهرست کتاب‌ها و مطبوعات ممنوع در ایران
- رسانه شرکتی
- سانسور ویکی‌پدیا

### یادکردها
- کرامپتون, آر. جی. (1997), اروپای شرقی در قرن بیستم و پس از آن, راتلج, ISBN 978-0-415-16422-1 (به انگلیسی)
- میجور, پاتریک; میتر, رانا (2004), "شرق شرق است و غرب غرب؟",  in میجور, پاتریک (ed.), در سراسر بلوک‌ها: کاوشی در مقایسهٔ تاریخ فرهنگی و اجتماعی جنگ سرد, شرکت تیلور و فرانسیس, ISBN 978-0-7146-8464-2 (به انگلیسی)